# Бакштикен
Бакштикен — тип старинных, заряжаемых с казны артиллерийских орудий, впервые появившихся в Голландии, откуда и взято их название (bak-stycke). 
Особенность бакштикена заключалась в том, что по введении снаряда и заряда в камору вкладывался цилиндрический затвор, который удерживался на своем месте при выстреле железным клином. 